# Antiphates (Argos)
Antiphates (altgriechisch Ἀντιφάτης Antiphátēs), der Sohn des Melampus und der Iphianassa oder der Iphianeira, Bruder des Mantios, war in der griechischen Mythologie König von Argos. Mit seiner Frau Zeuxippe, Tochter des Hippokoon, zeugte er zwei Söhne Oikles und Amphalkes. Nach seinem Tod bestieg Oikles den Thron von Argos.
Antiphates wird zwar in den antiken Quellen nicht explizit als König bezeichnet. Pausanias erwähnt jedoch, dass von Melampus bis Amphilochos sechs Melampiden in vier Generationen in Argos regierten. Aus diesem Grund wird angenommen, dass er als Sohn des Königs Melampus und Großvater des Königs Amphiaraos ebenfalls in die Reihe der Könige von Argos zu reihen ist.